# Federació de la Banca Local a Catalunya
La Federació de la Banca Local a Catalunya (1927-1936) fou una entitat patronal de bancs catalans no barcelonins, creada per representar els interessos del petits bancs i entitats financeres. Creada l'any 1927 la Federació de la Banca Local a Catalunya, la formaven, atès que la naturalesa jurídica dels bancs havia evolucionat cap a la societat anònima, societats personals, regulars col·lectives. comanditàries i anònimes. Es crea la federació perquè l'Associació de Banquers de Barcelona havia deixat de representar els seus interessos des del moment en què els grans bancs barcelonins s'hi havien integrat. Fou una iniciativa catalana de curta durada, ja que fou desvirtuada i absorbida en constituir-se, el 1933 una “Federación de la Banca Local de España” que tot i les reticències en què fou rebuda amb el temps el centralisme s'imposà i la Federació catalana quedà integrada en l'espanyola. Aquesta va tenir una trajectòria negativa i acabà desapareixent amb la Guerra Civil. Eren membres d'aquesta patronal :
1. Busquets i Vergés, SR (Figueres)
2. Josep Civit (Cervera)
3. Costa S, en C. (Girona)
4. Fina i Planas, SRC (La Bisbal)
5. Joan Fornesa (La Seu d'Urgell)
6. Majó Germans, SRC(Mataró)
7. Fill de Francesc Mercadé (Guissona)
8. Agustí Navinés(Blanes)
9. Josep Nogués (Mollerussa)
10. Ignasi Queralt (Mollerussa)
11. Pujol, Subirachs i Companyia, SRC (Torelló)
12. Bonaventura Rebé (La Seu d'Urgell)
13. Magí San Feliu i Gassol (Bellpuig)
14. Francesc Solduga (La Pobla de Segur)
15. Joan I Gaietà Vilella, SRC (Reus)
16. Banc de Crèdit Empurdanès SA (Figueres)
17. Banc d'Olot SA (Olot)